# スズキ二輪
株式会社スズキ二輪（すずきにりん）は、スズキの子会社で、日本でのスズキ製のオートバイの修理やオートバイ販売店への卸売を行う企業。小売はスズキワールドが行っている。

## 沿革
- 1978年5月 - スズキの自動車販売店の二輪部門が独立し株式会社スズキ二輪設立[1]。

## 関連記事
- スズキ
- モトマップ
- スズキワールド